# Bisalahalli, Byadgi
Bisalahalli là một làng thuộc tehsil Byadgi, huyện Haveri, bang Karnataka, Ấn Độ.